# Bathippus oedonychus
Bathippus oedonychus là một loài nhện trong họ Salticidae.
Loài này thuộc chi Bathippus. Bathippus oedonychus được Tord Tamerlan Teodor Thorell miêu tả năm 1881.